# Monte Azul Paulista
Monte Azul Paulista é um município brasileiro do estado de São Paulo. Sua população, conforme estimativa do IBGE em 2018 era de 19 050 habitantes. O município é formado pela sede e pelo distrito de Marcondésia.

## História
A fundação da atual Monte Azul Paulista e o povoamento do Município, estão ligados a dois fatos ocorridos no final do século XIX. De um lado foi a procura de terras férteis para o café em sua marcha para o nordeste e oeste do Estado. Por outro a reunião dos fazendeiros Joaquim da Costa Penha e Felipe Cassiano. O segundo cumprindo promessa de fundar um patrimônio dedicado ao Senhor Bom Jesus, em pagamento pelo restabelecimento da saúde de sua mulher, e o primeiro por ter abandonado Jaboticabal em busca de novas terras.
Felipe Cassiano, proprietário das fazendas Palmeiras e Avanhandava, em território do Município de Bebedouro, auxiliado por seus vizinhos Joaquim da Costa Penha, Alexandre Dias Nogueira, Antônio Ferreira de Melo Nogueira, Antônio Diniz Junqueira, Aureliano Junqueira Franco, Francisco Pereira e Boa Ventura, Antônio Pereira, em 1897, no alto do espigão entre as referidas fazendas, funda o patrimônio de São Bom Jesus de Avanhandava. Com a construção da capela, começaram a aparecer as primeiras casas no patrimônio de São Bom Jesus de Avanhandava, que recorre ao engenheiro João Mastela, de Bebedouro, a fim de traçar o arruamento da povoação.
Em 1900 ganha o Distrito policial e em dezembro de 1903 o Distrito de Paz, subordinado a Bebedouro, já com nome de Monte Azul. Em 1914, Monte Azul Paulista o nome alterado para Monte Azul do Turvo, por ser banhado pelo rio do mesmo nome. No entanto em 1948, o topônimo é novamente alterado, agora para Monte Azul Paulista, que prevalece até hoje.
Um pequeno livro contando a história de Monte Azul Paulista veio sanar inúmeras dúvidas que pairavam sobre a cidade. Podemos citar pelo menos duas de grande importância para nós: a primeira seria no sentido de que a cidade havia sido fundada em 1897 e não 1896.
Ficou claro pelas pesquisas feitas pelo historiador que o correto é 1896, isto porque no Diário do fundador Joaquim da Costa Penha está claro que no dia 29 de junho de 1896, ele, Felipe Cassiano e outras pessoas demarcaram o local onde hoje está localizada a Igreja Matriz do Senhor Bom Jesus com uma cruz lavrada em uma imensa árvore, perto de um imenso coqueiro.
Alguns meses depois levantaram, nesse mesmo local, um cruzeiro e, no ano de 1897 é que foi lavrada a escritura de doação de alguns proprietários de terras do lado da Fazenda Avanhandava, para a Fábrica do Patrimônio Senhor Bom Jesus de Monte Azul.
Esse equívoco levou antigos moradores e historiadores pensarem e escreverem que a cidade teria sido fundada em 1897. Com a publicação do livro, foi desfeito esse desencontro de datas sobre a fundação da cidade.
A segunda dúvida tem a ver com a primeira, pois quando do cinquentenário, alguns políticos queriam que fosse comemorado em 1946, outros 1947, provocando certa animosidade entre os habitantes. Comemorou-se erradamente, em 1947, como entendiam os políticos da então situação.
Também, existe e não há maneira de se saber o que na verdade ocorreu, o fato de terem sido doados 25 alqueires que pertencem à Igreja e na realidade Monte Azul contar desde o início com 54 alqueires de terras mais ou menos. No entanto, é sabido que a família Junqueira colaborou com mais alguns alqueires para ser formado o patrimônio, sem, portanto, contarmos com nenhuma documentação comprobatória dessa doação.
Acreditamos que por serem imensas as glebas dessa tradicional família é que não foram lavrados documentos, mas a verdade é que as terras que ultrapassam os 25 alqueires iniciais são exatamente do lado da Fazenda Palmeiras que era dessa já mencionada família.

### Formação territorial-administrativa
Histórico da formação do município:
- Distrito criado com a denominação de Monte Azul, no município de Bebedouro, pela Lei nº 898, de 30/11/1903.
- Município criado pela Lei nº 1.443, de 22/12/1914.

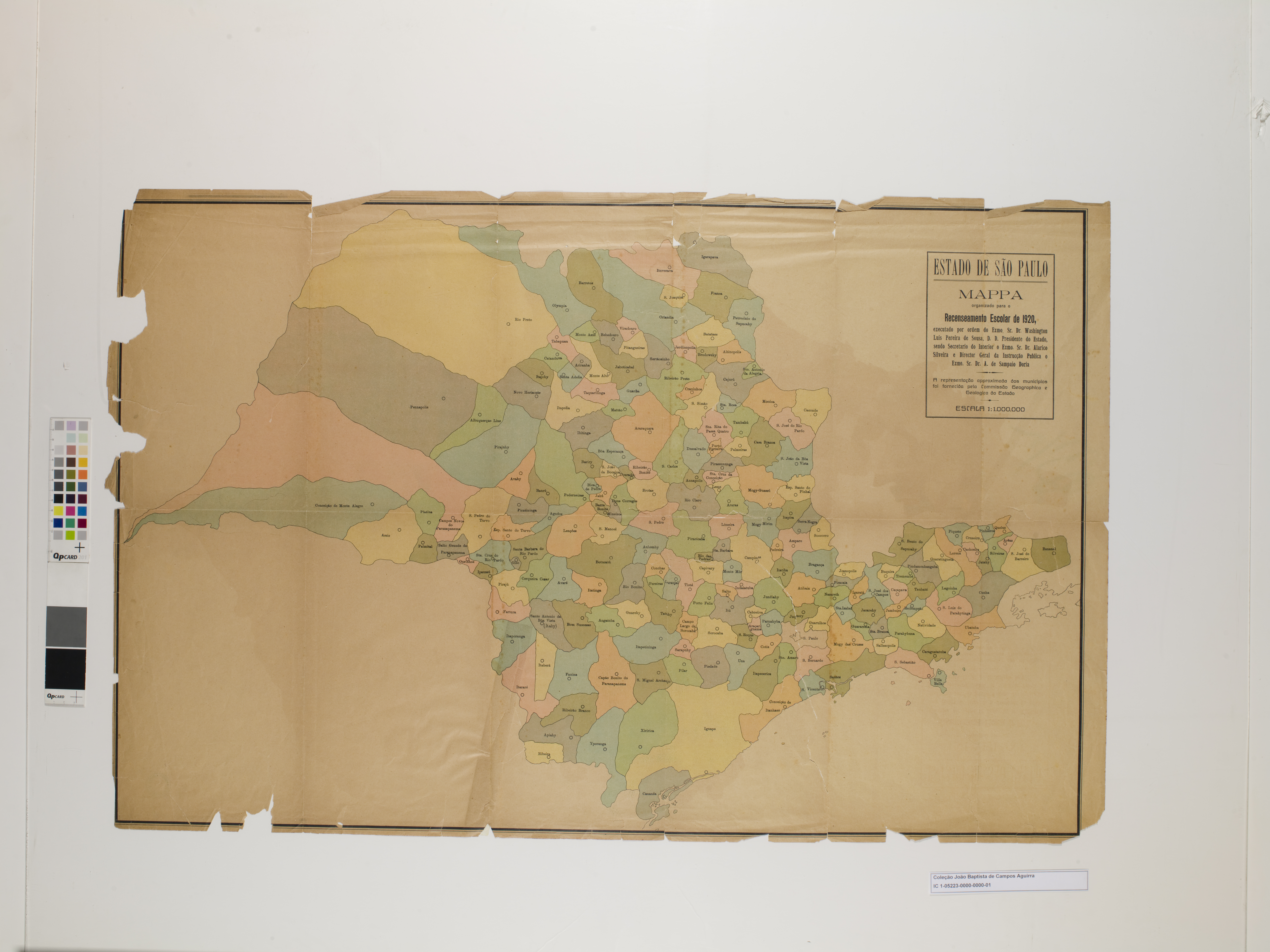
Estado de São Paulo (1920).

- Denominação alterada para Monte Azul do Turvo pelo Decreto-Lei nº 14.334, de 30/11/1944.
- Denominação alterada para Monte Azul Paulista pela Lei nº 233, de 24/12/1948.

## Geografia
Localiza-se a uma latitude 20º54'26" sul e a uma longitude 48º38'29" oeste, estando a uma altitude de 611 metros. Possui uma área de 263,5 km² e esta situada na região Norte do estado de São Paulo, fazendo parte da microrregião da Serra de Jaboticabal e da mesorregião de Ribeirão Preto. 
Monte Azul Paulista limita-se com os seguintes municípios: Severínia, Cajobi, Paraíso, Embaúba, Bebedouro e Colina.

### Hidrografia
- Rio Turvo
- Rio da Cachoeirinha

### Rodovias

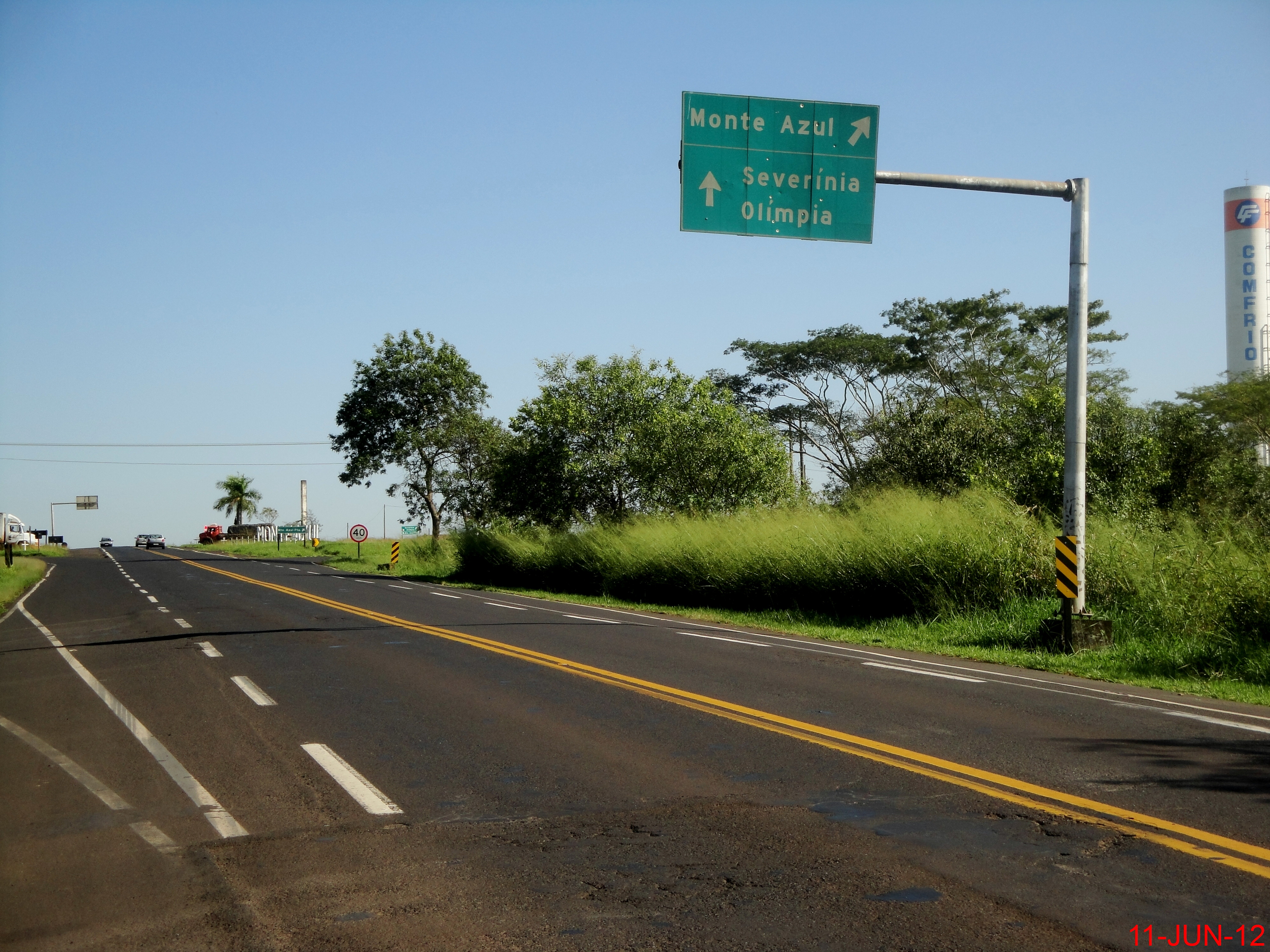
Entrada principal de Monte Azul Paulista (SP-322).

- SP-322 - Armando de Salles Oliveira, km 410/411,  Rodovia de: Sertãozinho-SP, até: Paulo de Faria-SP
- BR-265 - km 200/201, Rodovia de: Muriaé-MG, até: São José do Rio Preto-SP

## Demografia

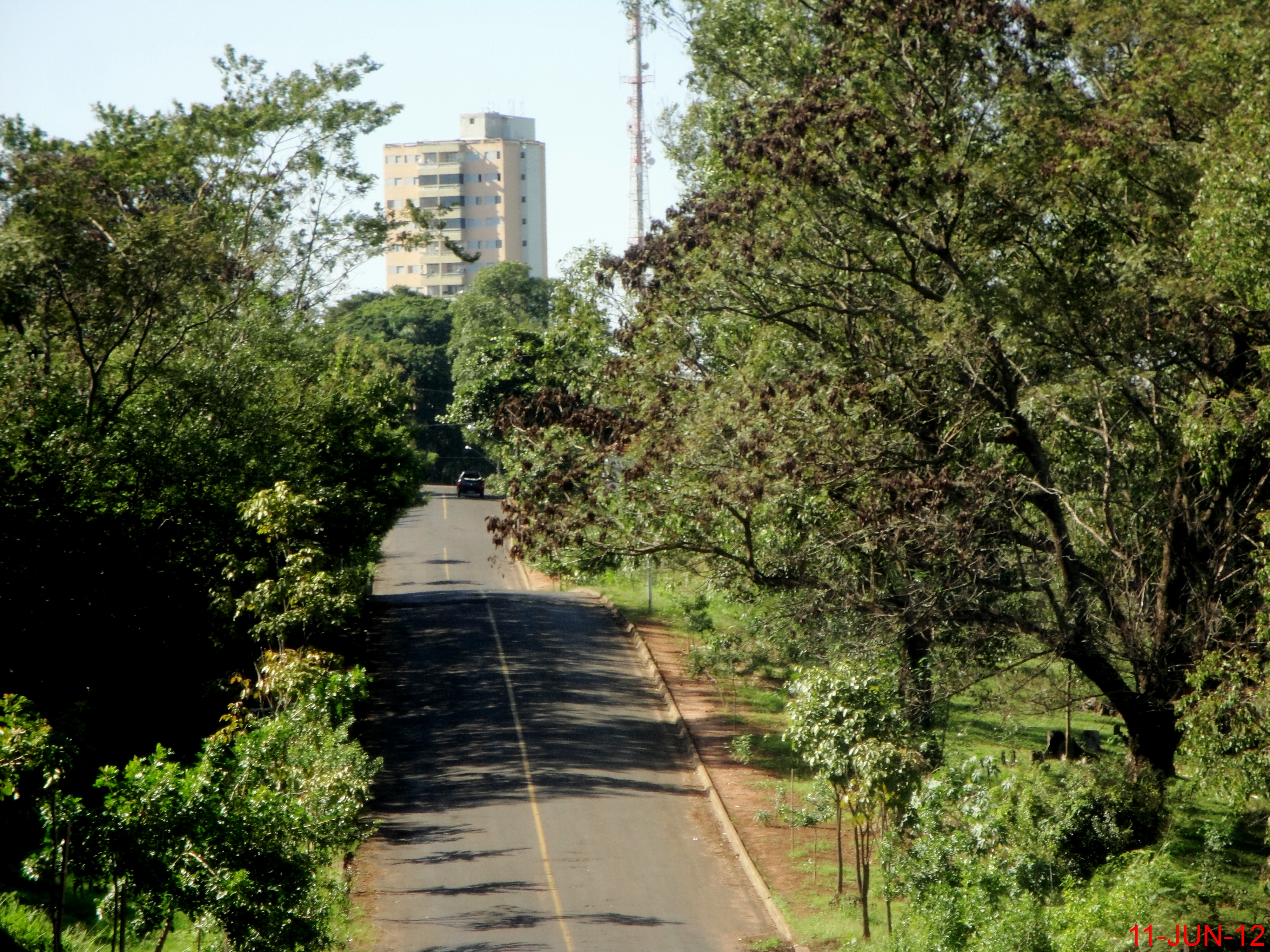
Vista do único edifício da cidade.

### População
| Crescimento populacional                             | Crescimento populacional | Crescimento populacional | Crescimento populacional |
| Ano                                                  | População Total          |                          | %±                       |
| ---------------------------------------------------- | ------------------------ | ------------------------ | ------------------------ |
| 1920                                                 | 12 910                   |                          | —                        |
| 1925                                                 | 15 127                   |                          | 17,2%                    |
| 1934                                                 | 11 789                   |                          | −22,1%                   |
| 1937                                                 | 12 604                   |                          | 6,9%                     |
| 1940                                                 | 12 426                   |                          | −1,4%                    |
| 1946                                                 | 11 415                   |                          | −8,1%                    |
| 1950                                                 | 10 852                   |                          | −4,9%                    |
| 1958                                                 | 9 832                    |                          | −9,4%                    |
| 1960                                                 | 10 124                   |                          | 3,0%                     |
| 1970                                                 | 10 431                   |                          | 3,0%                     |
| 1980                                                 | 13 021                   |                          | 24,8%                    |
| 1991                                                 | 17 698                   |                          | 35,9%                    |
| 2000                                                 | 19 553                   |                          | 10,5%                    |
| 2010                                                 | 18 931                   |                          | −3,2%                    |
| 2022                                                 | 18 151                   |                          | −4,1%                    |
| Est. 2024                                            | 18 363                   | [ 8 ]                    | 1,2%                     |
| Fontes: Censos Demográficos IBGE e Estimativas SEADE |                          |                          |                          |

### Dados demográficos
Dados do Censo - 2010
População total: 18.931
- Urbana: 17.713
- Rural: 1.218
- Homens: 9.491
- Mulheres: 9.440;

Densidade demográfica (hab./km²): 71,86
Mortalidade infantil até 1 ano (por mil): 12,80
Expectativa de vida (anos): 75,76
Taxa de fecundidade (filhos por mulher): 1,60
Taxa de alfabetização: 90,14% (população de 25 anos ou mais).
Índice de Desenvolvimento Humano (IDH-M): 0,753 (488º maior índice do país)
- IDH-M Renda: 0,733
- IDH-M Longevidade: 0,843
- IDH-M Educação: 0,690

(Fonte: IPEADATA)

## Política e administração
- Prefeito: Marcelo Otaviano (PHS)

### Subdivisões
O município possui, além do distrito sede, o distrito de Marcondésia.

## Economia
A economia predominante é agrícola, sendo que as principais culturas são: cana-de-açúcar e laranja, com 10 mil hectares de plantio de cada.
Além destas, encontra-se no município o plantio de seringueira, milho e goiaba, além da pastagem que, segundo o censo realizado em novembro e 2006, conta com 12 mil cabeças de gado.
A produção de laranja estimada para 2007 é de 4 milhões 372 mil caixas de laranja de 40,8 kg e a de cana-de-açúcar é de 760 mil toneladas.
Estima-se ainda que anualmente 1 milhão de cabeças de frango de corte são produzidos no município e cerca de 396 mil kg de látex coagulado.
O município conta também com 400 hectares de mata nativa.

## Infraestrutura

### Comunicações
O sistema de telefones automáticos foi inaugurado na cidade em 1979 pela Telecomunicações de São Paulo (TELESP), que também implantou o sistema de discagem direta à distância (DDD) em 1979 com o código de área (0173). Anteriormente a cidade era atendida pela Companhia Telefônica Brasileira (CTB).
Na década de 90 o código DDD da cidade foi alterado para (017), para padronização do sistema telefônico com a telefonia celular que estava sendo implantada em todo o estado.

### Saúde
Possui um Hospital (Senhor Bom Jesus), Maternidade (Maternidade Fernando Magalhães), Pronto Socorro, Hospital do Olho (Nestor Elias David) sendo referência regional, um Posto de Saúde, havendo a construção de vários postos para atender toda população.

### Educação
2 escolas municipais de ensino fundamental (Cel. Coronel Aureliano Junqueira Franco e Alzira de Freitas Casseb)
2 escolas estaduais de ensino fundamental e médio
2 escolas particulares de ensino fundamental (Colégio Alternativo e Escola Espaço Livre)
1 escola municipal de ensino infantil (Zenaide Calil Rosinha Prof.ª)
5 Creches municipais

## Cultura e lazer
Casa da Cultura
Um sobrado da época do café, foi adquirido no ano de 2001 pelo Prefeito Jackson Plaza e cedido para que se torne um Centro Cultural da cidade.
O sobrado teve o início de sua obra na década de 1900, tendo como proprietário a família Said Aidar, também proprietários da Casa Bancária Said Aidar. Construída com requintes em detalhes inspirados na arquitetura europeia, e de precioso acabamento.
Durante a crise do café o sobrado foi vendido para outra família de banqueiros em ascensão na cidade, o Banco Antonio de Queiroz, que investiu no acabamento e na ampliação do sobrado e nos jardins que envolvem a casa.
Algumas curiosidades que a torna mais interessante, é o acabamento artístico que o proprietário fazia questão de investir, como por exemplo, as pinturas de todos os cômodos da casa, o sistema de calhas de cobre, os vitrais artísticos da sala principal, os lustres que o próprio proprietário fazia questão de escolher em suas viagens a Europa, alguns móveis que ainda estão na casa, etc.
O prédio sofreu duas reformas de maior importância desde então. Na década de 60 e 80, quando feitas à parte elétricas e a intervenção nas pinturas artísticas do pavimento superior e parte do inferior. De um modo geral a conservação da casa é boa quanto à arquitetura, mas quanto ao acabamento esta em situação delicada por motivo de algumas infiltrações ocorridas no local.
Pomar Social (Bosque Municipal)
O Bosque Municipal é uma espaço de lazer para todos, sendo que ele possui grama e pedregulho em toda sua extensão; possui parque para as crianças; a praça dos idosos; possui quiosques com bancos, pias com água encanada, e churrasqueiras; com banheiros feminino e masculino; estacionamento; o bosque é composto por diversas espécies de árvores e plantas.

### Esportes

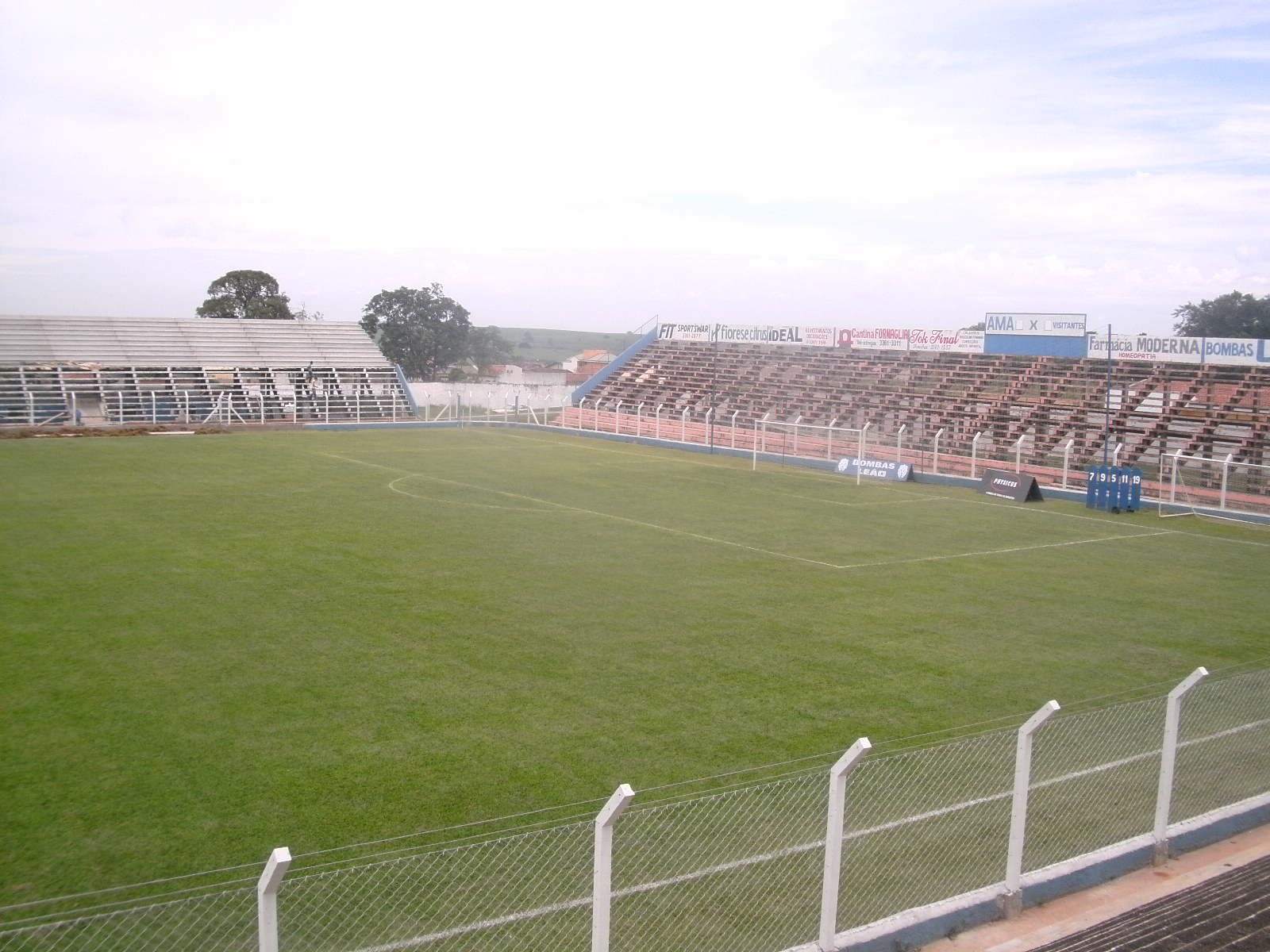
Estádio do Atlético Monte Azul.

No esporte o destaque fica para o Atlético Monte Azul, clube de futebol centenário que representa a cidade no Campeonato Paulista, disputando atualmente a Série A2. Foi fundado em 28 de abril de 1920, suas cores são azul e branca e seu uniforme principal é azul. Seu mascote é o Azulão. No Campeonato Paulista da Série A2 de 2009, o Atlético Monte Azul obteve a melhor campanha da sua história na competição, sendo o campeão da divisão de acesso e garantindo vaga na Primeira Divisão do Campeonato Paulista em 2010.

#### Locais para atividades esportivas
- O Estádio Otacília Patrício Arroyo localizado na cidade é o principal palco do futebol com capacidade para 13.100 espectadores.[20] Até o ano de 2009 era chamado de Estádio Ninho do Azulão, ou simplesmente, Estádio do AMA (Atlético Monte Azul). Em 2010, o estádio foi rebatizado em homenagem à matriarca da família Arroyo, grandes incentivadores do clube. Otacília Patrício Arroyo, falecida em 2005, aos 100 anos.[21] Curiosamente, é um dos quatros estádios de futebol que homenageiam uma mulher dentre os quase 800 estádios oficiais do território brasileiro.[22]

## Pessoas ilustres
- João Saad - empresário, editor e fundador do Grupo Bandeirantes de Comunicação.
- Vadão - treinador de futebol brasileiro.
- José Carlos Peres - dirigente e presidente de clube de futebol brasileiro.

## Religião
O Cristianismo se faz presente na cidade da seguinte forma:

### Igreja católica
- A igreja faz parte da Diocese de Jaboticabal.[24]

### Igrejas evangélicas
- Assembleia de Deus Ministério do Belém.[25][26]
- Congregação Cristã no Brasil.[27]
- Igreja Presbiteriana Independente do Brasil.[28]